# Laguna Aldea
A  Laguna Aldea é um lago localizado na Guatemala. Localiza-se no departamento de San Marcos, Município de  San Marcos.